# バス・ファン・フラーセン
バスティアーン・コルネリス・ファン・フラーセン（Bastiaan Cornelis van Fraassen、1941年4月5日 - ）は、アメリカ合衆国の科学哲学者。プリンストン大学名誉教授で、現在はサンフランシスコ州立大学教授。

## 経歴
オランダ・ゼーラント州のフースに生まれる。1956年に家族と共にカナダへ移住。1963年にカナダのアルバータ大学を卒業後、アメリカ合衆国ペンシルベニア州のピッツバーグ大学大学院に進学。1964年に修士号(MA.)を取得、1966年に博士号(Ph.D.)を取得した。アドルフ・グリュンバウムが指導教授だった。
イェール大学、南カリフォルニア大学、トロント大学で教えた後、1982年からプリンストン大学哲学部教授に就任した。『哲学的論理学紀要』や『記号論理学紀要』といった学術雑誌の編集委員を務めている。趣味はロッククライミング。
1980年の著書『科学的世界像』において、科学的反実在論の立場から構成的経験論 (constructive empiricism) を提唱した。また、同書による功績を認められて、1986年に科学哲学の発展に寄与した英語の著書に与えられる賞であるラカトシュ賞を受賞した。
当初は哲学的論理学を専攻していたが、やがて科学哲学に主要な関心を移した。現在では主に物理学の哲学を研究しており、とりわけ量子物理学の最近の発展において、科学的実在論と経験論との論争がどのように行なわれてきたかを検討している。
1989年の著書『法則と対称性』では、自然現象の振る舞いを統制する自然法則の実在を想定することなしに、物理現象の説明は十分に可能である、と主張した。

## 思想

### 科学理論と実在
ファン・フラーセンの提唱する「構成的経験論」によれば、科学の目標は「経験的に十全」(empirically adequate) な科学理論を構成することであり、ある科学理論が承認される際には、観察不可能な内容をも含むその理論の全体が文字通りに「真」である、という信念を持つことはまったく必要とされない。すなわち、その理論が措定する観察不可能な実体が客観的に世界のうちに実在すると考えるか否かは、理論の承認に含まれていない。ある科学理論の承認が含むのは、その理論が経験的に十全であるという信念、すなわち、観察された現象をもとにして科学者が構築した「データ・モデル」(data-model) に、その科学理論が提案するモデルの一つが、その経験的部分構造に関する限り合致しているという信念だけである。

### 理論の統語論的な捉え方と意味論的な捉え方
20世紀前半の支配的な経験論流派だった論理実証主義と異なり、ファン・フラーセンは理論の意味論的捉え方 (semantic conception of theories) に基礎を置いている。論理実証主義の立場では、科学的理論とは何よりもまず内的一貫性を第一の特徴とする言表の総体であるということが強調され、どの文からどの文が導き出せるかといった、科学理論の構文論的な分析が中心的な関心を集めた。これに対してファン＝フラーセンの意味論的なアプローチでは、科学理論は非言語的なモデルととらえられ、通常理論だと考えられている言語的な表現はそのモデルを言語化したものだと見なされる。同じモデルに対して、それを文の集合によって表現する以外にもさまざまな仕方で表現することが可能である。
この力点の違いは、20世紀に起こった論理学の転換と類比的なものである。論理学上の構文論的な概念は基本的に記号の働きを意味するが、記号間の相互関係を、その意味に関する考察抜きで検討すべきだ、という考え方が第二次世界大戦前の形式主義的論理学やヒルベルト学派によって強く主張された。
理論モデルへのアプローチは1960年代・1970年代になって再燃したものであり、このアプローチからモデル、同型性、基数といったファン・フラーセンの科学哲学の鍵概念が生じるのである。

### 科学的実在論批判
ファン・フラーセンによれば、科学的実在論が信奉される理由は、科学は現象の説明を究極の目標としているという考え方が広く浸透していることにある。しかし彼によれば、この考えは間違っている。実際には科学理論にとって現象の説明は二次的な目的でしかなく、ある科学理論の確からしさを判断するための規準は、その理論が経験的データ・モデルに適合しているかどうかということだけである。
さらに言えば、説明への要求は心理学的次元で論じられるべきものであって、科学的次元の問題ではない。ファン・フラーセンによれば、現象の説明には「プラグマティック」な要因が深く関連していて、一定の文脈で、一定の関心を持った人に対しては十分な説明となることがらが、別の文脈で別の関心をもつ人に対しては、必ずしも適切な説明となるわけではない。説明とは理論と現象の純粋な関係ではなく、これらに文脈を加えた三項の間の関係なのである。したがって、たとえばある理論が経験的証拠に対する「最善の説明」である、といったことを、その理論を信じるべき理由として採用するのは適切でない。ある理論が現象の説明に適しているかどうかは、せいぜい「経験的に同値」な他の理論と区別する際に役立つに過ぎないのである。

### スタンスとしての経験論
ファン・フラーセンによれば、経験論者は実在論者とは違って、世界がどのようであるかに関する信念をもち得ない。経験論者はただ、世界の中で行動する仕方について、とりわけ、科学的調査を行う仕方について何らかの「スタンス」をもつことだけができる。
経験論者にとって世界は、存在する事物の総体ではないし、現象の総体でもない。なぜなら経験論者は世界がどのようであるかについての信念をもつことはできないし、生じうるすべての現象を実際に経験することもできないからである。したがって世界について語ることは、世界の「部分集合」を問題にすることなのであり、それは論証の中で直接ないし間接的に明らかにされねばならない。

### 量子物理学と経験論
量子物理学の誕生によって科学哲学の分野でも様々な論争が繰り広げられ、しばしば大変専門的な議論がされているが、ファン・フラーセンもまた自らの経験論的見解を応用して量子物理学を論じている。彼の奉じる立場は「コペンハーゲン的様相解釈」と彼自身が名付けたもので、ニールス・ボーアやヴェルナー・ハイゼンベルクの主張の「主観主義的傾向」のある解釈に依拠しており、科学的実在論を逐一批判するものである。
ファン・フラーセンに対する主要な批判者には、ポール・チャーチランドがいる。彼は「ファン・フラーセン『科学的世界像』の反実在論的認識論」と題する論文において「観察不可能な現象」と「単にまだ観察されたことのない現象」とを対比し、構成的経験論者の取る認識論的態度は恣意的であると論じた。
また、ファン・フラーセンは哲学的論理学、とりわけ自由論理についてのパイオニア的研究でも知られている。

## 著作
- An Introduction to the Philosophy of Time and Space, Random House, New York 1970 (réedition 1985, with new preface and postscript, Columbia UP).
- Formal Semantics and Logic, Macmillan, New York 1971.
- Derivation and Counterexample: An Introduction to Philosophical Logic (with Karel Lambert), Dickenson Publishing Company, Inc. 1972.
- The Scientific Image, Oxford University Press 1980. 丹治信春訳『科学的世界像』紀伊國屋書店, 1986年
- Laws and Symmetry, Oxford University Press 1989.
- Quantum Mechanics: An Empiricist View, Oxford University Press, 1991.
- The Empirical Stance , Yale University Press, 2002.
- Possibilities and Paradox: An Introduction to Modal and Many-Valued Logic (with J.C. Beall), Oxford University Press, 2003.
- Scientific Representation: Paradoxes of Perspective, OUP, 2008.